# Köpkraftsparitet

Skillnader i BNP per capita beroende på om man väljer marknadsväxelkurser eller köpkraftsjusterade valutakurser.

Köpkraftsparitet eller köpkraftsjustering (engelska: purchasing power parity, PPP) är ett mått som används inom ekonomi för att kunna jämföra prisnivån på varor och tjänster mellan olika länder. Köpkraftsparitet används för att räkna ut vilken växelkurs som krävs för att länder med olika valutor ska ha samma köpkraft. Genom att köpkraftsjustera tar man alltså hänsyn till prisskillnader mellan länder. Måttet har flera användningsområden, men det primära är att kunna jämföra olika länders BNP till en konstant prisnivå.
En valutas växlingskurs mot en annan kan skilja sig från relationen mellan den köpkraft valutorna har i sina respektive hemområden. En svensk krona kan växlas till 0.8 manat i Azerbajdzjan, men samma krona kan man inte köpa lika mycket saker för i Sverige som man kan med 0.8 manat i Azerbajdzjan. Eftersom priset på lokala varor och tjänster som inte säljs mellan valutaområdena ofta är lägre i fattigare valutaområden, så skulle valutamarknadens växlingskurs ge en snedvriden bild av vad prisnivån är i ett land. När man jämför BNP mellan länder kan man använda köpkraftspariteter för att justera för skillnaden i prisnivå mellan länder. På detta vis får man en jämförelse av volymen av producerade varor och tjänster, snarare än kostnaden för dessa. Analogt kan man jämföra hur man skiljer på BNP i löpande respektive fasta priser inom en ekonomi. När BNP i fasta priser beräknas justerar man för prisutvecklingen mellan olika tidpunkter, medan i fallet med köpkraftsjusterad BNP eliminerar man istället prisvariationer mellan länder.

## Uträkning och jämförelse
När man jämför BNP mellan länder används oftast amerikansk dollar som valuta. PPP kan då användas som mått för att överföra priser från lokal valuta till dollar för att länderna ska kunna jämföras. Som exempel kan vi ta växlingskursen mellan amerikanska dollar och azeriska manat som kan sägas vara 100. En dollar är hundra manat. Man sammanställer en varukorg med motsvarande varor i båda länderna och noterar priset för respektive varukorg i lokal valuta. Utifrån dessa priser kan en ny fiktiv växlingskurs räknas ut:
{\displaystyle \mathrm {PPP} =\left({\frac {\mathrm {Lokal\ varukorgs\ pris\ i\ inhemsk\ valuta} }{\mathrm {Amerikansk\ varukorgs\ pris\ i\ dollar} }}\right)}
Den azeriska varukorgen kanske kostade 75 000 manat, medan den amerikanska kostade 1 500 dollar. Enligt formeln ovan ges att 75000/1500=50. Den köpkraftsjusterade växelkursen föreslår att en dollar nu bara är 50 manat. Azerbajdzjans BNP/capita skulle enligt det här exemplet vara mycket högre än om man använt marknadens växlingskurs. För exempel med riktiga siffror se statistiken till höger.

## Framställning och publicering av köpkraftspariteter
I Sverige deltar Statistiska centralbyrån i ett samarbete mellan 37 europeiska länder som syftar till att löpande skatta köpkraftspariteter för deltagarländerna. Samordnare är Eurostat, som även publicerar resultaten på sin hemsida. Vart femte år genomförs även en global köpkraftsparitetsundersökning under ledning av Världsbanken.

## Kritik
Jämförelser över tid eller mellan valutaområden som använder sig av varukorgar dras ständigt med problematiken om vilka varukorgar som är adekvata. Utformningen av varukorgar för prisjämförelse kan vara svår, till exempel då konsumtionsmönstren i två länder skiljer sig åt. Den fiktiva växlingskursen mellan två valutor som skapas med hjälp av varukorgarna kan förskjutas när man ändrar varukorgens innehåll. Vad som faktiskt är en genomsnittlig varukorg bara för ett land kan vara nog svårt att bestämma. I Sverige sätter SCB (Statistiska Centralbyrån) ihop varukorgar för bland annat KPI (Konsumentprisindex) som bygger på en varukorg för konsumtionsvaror. I varukorgarna för vissa prisindex ingår kostnader för räntor, men i andra nettoprisindex (som till exempel UND1X) gör de det inte. PPP:s beroende av utformningen av de varukorgar som används för köpkraftsjusteringen kan ses som en av måttets svagheter.